# Rosanna Walls
Rosa Ana Walls Pérez (La Llacuna, 14 de novembre de 1975), coneguda artísticament com Rosanna Walls, és una model i actriu espanyola.
Walls ha estat portada de diverses revistes, incloent Man, Interviú i Sie7e. El seu primer paper al cinema va arribar el 1997, de la mà de Juanma Bajo Ulloa, en la pel·lícula Airbag. Va fer el paper d'agent Robertson a la pel·lícula Torrente 2: Misión a Marbella.
Dedicada des del 2007 a la divulgació del còmic, Walls és productora de Spain Comic TV. Des de 2010 presenta en Nova el programa Objectivo: InTouch, al costat de María Rodríguez.